# Jazz au Couvent
Jazz au Couvent est un festival de jazz généraliste qui a lieu tous les ans depuis 2005 à la fin du mois de juillet à Cervione.
Cervione est une commune française située dans le département de la Haute-Corse et la région Corse. Ce village, qui compte aujourd’hui 1 500 habitants, se situe face à l’Italie sur la côte Est de l’île de beauté, à mi-chemin entre les villes de Bastia et de Porto-Vecchio.
Pendant la dernière semaine de juillet, le couvent Saint-François de Cervione accueille en son cloître franciscain plusieurs concerts d’artistes de renommée internationale. En partenariat avec les vignerons de l’AOC Corse, le festival propose sur place toute une série de dégustations de vins et de produits régionaux.
Un festival Off a également lieu à l’heure de l’apéritif, proposant des concerts gratuits sur la place de la Cathédrale Saint-Érasme de Cervione.
Ce festival a accueilli de nombreux musiciens de renommée internationale tels que David Linx, André Ceccarelli, Chris Potter, Trio Esperança, Angelo Debarre, Les Grandes Gueules, Stefano Di Battista, Pierre De Bethmann, Rick Margitza, Chris Cheek, Tim Lefebvre, Seamus Blake, Anne Paceo, Jacques di Costanzo, Éric Legnini, Sara Lazarus, Alain Jean-Marie, Uri Caine, Élisabeth Kontomanou, Olivier Temime, Paris Jazz Big Band…

## Programme 2009

### Festival
- Jeudi 30 juillet Sébastien Llado Solo "Machination" / Chris Potter "Underground"
- Vendredi 31 juillet Mandingo World Project / Angelo Debarre & Ludovic Beier Trio
- Samedi 1er août Ygranka / Trio Esperança

### Festival Off
- Jeudi 30 juillet Olivier Temime Quartet
- Vendredi 31 juillet Ygranka
- Samedi 1er août Fabienne Marcangeli Quartet

## Programme 2010

### Festival
- Jeudi 29 juillet Xavier Thollard Trio invite Sébastien Llado / Baptiste Trotignon "Flower Power" Trio
- Vendredi 30 juillet Trio Elbasan / China Moses & Raphaël Lemonnier Quintet
- Samedi 31 juillet Gaël Horellou Trio / Jacques Schwartz-Bart Quintet

### Festival Off
- Jeudi 29 juillet Gaël Horellou Trio
- Vendredi 30 juillet Xavier Thollard Trio invite Sébastien Llado
- Samedi 31 juillet Trio Elbasan